# Премія «Прометей» (Зала слави)
Категорія Зала слави, одна з номінацій премії «Прометей», вшановує значущі твори — часто класичні, які мали тривалий вплив на лібертаріанську наукову фантастику.
Категорія Зали слави, започаткована в 1983 році, відзначає романи, оповідання чи інші твори, що є взірцем лібертаріанських ідеалів, таких як особиста автономія, вільний ринок і скептицизм щодо централізованої влади. Лауреати охоплюють широкий спектр авторів і творів, від антиутопійної класики до науково-фантастичних епопей, відображаючи різноманітність лібертаріанської думки в літературі.

## Зала слави
| Рік  | Лауреати                                | Лауреати мовою оригіналу          | Назва твору                             | Назва роману мовою оригіналу                | Переклад українською                    | Видавництво                |
| ---- | --------------------------------------- | --------------------------------- | --------------------------------------- | ------------------------------------------- | --------------------------------------- | -------------------------- |
| 1983 | Роберт Гайнлайн                         | Robert A. Heinlein                | «Місяць — суворий господар»             | The Moon Is a Harsh Mistress                | —                                       | Putnam                     |
| 1983 | Айн Ренд                                | Ayn Rand                          | «Атлант розправив плечі»                | Atlas Shrugged                              | «Атлант розправив плечі»                | Random House               |
| 1984 | Джордж Орвелл                           | George Orwell                     | «1984»                                  | Nineteen Eighty-Four                        | «1984»                                  | Secker & Warburg           |
| 1984 | Рей Бредбері                            | Ray Bradbury                      | «451 градус за Фаренгейтом»             | Fahrenheit 451                              | «451 градус за Фаренгейтом»             | Ballantine Books           |
| 1985 | Пол Андерсон                            | Poul Anderson                     | «Зоряний торговець»                     | The Star Trader                             | —                                       |                            |
| 1985 | Ерік Френк Рассел                       | Eric Frank Russell                | «Великий вибух»                         | The Great Explosion                         | —                                       |                            |
| 1986 | Сиріл Корнблас                          | Cyril Kornbluth                   | «Синдикат»                              | The Syndic                                  | —                                       | Doubleday                  |
| 1986 | Роберт Антон Вілсон і Роберт Ші         | Robert Anton Wilson & Robert Shea | «Іллюмінатус!» (трилогія)               | The Illuminatus! Trilogy                    | —                                       | Dell Publishing            |
| 1987 | Роберт Гайнлайн                         | Robert A. Heinlein                | «Чужинець на чужій землі»               | Stranger in a Strange Land                  | «Чужинець на чужій землі»               | Putnam                     |
| 1987 | Айн Ренд                                | Ayn Rand                          | «Гімн»                                  | Anthem                                      | «Гімн»                                  | Pamphleteer                |
| 1988 | Альфред Бестер                          | Alfred Bester                     | «Зірки — мета моя»                      | The Stars My Destination                    | —                                       | Signet                     |
| 1989 | Джозеф Ніл Шульман                      | J. Neil Schulman                  | «Ніч поряд»                             | Alongside Night                             | —                                       | Crown                      |
| 1990 | Ф. Пол Вілсон                           | F. Paul Wilson                    | «Цілитель»                              | Healer                                      | —                                       | Doubleday                  |
| 1991 | Ф. Пол Вілсон                           | F. Paul Wilson                    | «Ворог держави»                         | An Enemy of the State                       | —                                       | Doubleday                  |
| 1992 | Айра Левін                              | Ira Levin                         | «Цей ідеальний день»                    | This Perfect Day                            | —                                       | Random House               |
| 1993 | Урсула Ле Гуїн                          | Ursula K. Le Guin                 | «Знедолені, неоднозначна утопія»        | The Dispossessed                            | —                                       | Harper & Row               |
| 1994 | Євген Замятін                           | Евгений Замятин                   | «Ми»                                    | We                                          | «Ми»                                    |                            |
| 1995 | Пол Андерсон                            | Poul Anderson                     | «Зоряний лис»                           | The Star Fox                                | —                                       | Doubleday                  |
| 1996 | Роберт Гайнлайн                         | Robert A. Heinlein                | «Червона планета»                       | Red Planet                                  | «Червона планета»                       | Scribner's                 |
| 1997 | Роберт Гайнлайн                         | Robert A. Heinlein                | «Діти Мафусаїла»                        | Methuselah's Children                       | «Діти Мафусаїла»                        | Gnome Press                |
| 1998 | Роберт Гайнлайн                         | Robert A. Heinlein                | «Достатньо часу для кохання»            | Time Enough for Love                        | «Достатньо часу для кохання»            | Putnam                     |
| 1999 | Г. Бім Пайпер та Джон Макгвайр          | H. Beam Piper & John J. McGuire   | «Планета поодинокої зірки»              | Lone Star Planet                            | —                                       |                            |
| 2000 | Ганс Крістіан Андерсен                  | Hans Christian Andersen           | «Нове вбрання короля» (казка)           | The Emperor's New Clothes                   |                                         |                            |
| 2001 | Джеррі Пурнелл та Джон Карр             | Jerry Pournelle & John F. Carr    | «Виживання свободи»                     | Survival of Freedom                         | —                                       |                            |
| 2002 | Патрік Макгуен                          | Patrick McGoohan                  | «В'язень»                               | The Prisoner                                | —                                       | ITC Entertainment          |
| 2003 | Роберт Гайнлайн                         | Robert A. Heinlein                | «Реквієм»                               | Requiem                                     |                                         |                            |
| 2004 | Вернор Вінжі                            | Vernor Vinge                      | «Некеровані»                            | The Ungoverned                              | —                                       |                            |
| 2005 | Альфред ван Вогт                        | A. E. van Vogt                    | «Збройові крамниці Ешера»               | The Weapon Shops of Isher                   | —                                       |                            |
| 2006 | Алан Мур (текст), Девід Ллойд (малюнки) | Alan Moore & David Lloyd          | «V означає вендетта»                    | V for Vendetta                              |                                         | DC Comics                  |
| 2007 | Сінклер Льюїс                           | Sinclair Lewis                    | «Це не могло статися тут»               | It Can't Happen Here                        |                                         | Doubleday                  |
| 2007 | Вернор Вінжі                            | Vernor Vinge                      | «Справжні імена»                        | True Names                                  |                                         | Baen                       |
| 2008 | Ентоні Бьорджесс                        | Anthony Burgess                   | «Механічний апельсин»                   | A Clockwork Orange                          | «Механічний апельсин»                   | Heinemann                  |
| 2009 | Джон Роналд Руел Толкін                 | J. R. R. Tolkien                  | «Володар перснів»                       | The Lord of the Rings                       | «Володар перснів»                       | Allen & Unwin              |
| 2010 | Пол Андерсон                            | Poul Anderson                     | «Немає миру з королями»                 | No Truce with Kings                         |                                         |                            |
| 2011 | Джордж Орвелл                           | George Orwell                     | «Ферма тварин»                          | Animal Farm                                 | «Ферма тварин»                          | Secker & Warburg           |
| 2012 | Едвард Морган Форстер                   | E. M. Forster                     | «Машина зупиняється»                    | The Machine Stops                           |                                         | Oxford University Press    |
| 2013 | Ніл Стівенсон                           | Neal Stephenson                   | «Криптономікон»                         | Cryptonomicon                               | «Криптономікон»                         | Avon Books                 |
| 2014 | Лоїс Макмастер Буджолд                  | Lois McMaster Bujold              | «Вільне падіння»                        | Falling Free                                |                                         | Baen Books                 |
| 2015 | Гарлан Еллісон                          | Harlan Ellison                    | «Покайся, Арлекіне!» — скрикнув Цокотун | "'Repent, Harlequin!' Said the Ticktockman" | «Покайся, Арлекіне!» — скрикнув Цокотун | Galaxy Publishing          |
| 2016 | англ. Donald Kingsbury                  | «Ритуал залицянь»                 | Courtship Rite                          | —                                           | Simon & Schuster                        |                            |
| 2017 | Роберт Гайнлайн                         | Robert A. Heinlein                | «Ковентрі»                              | Coventry                                    | —                                       | Astounding Science Fiction |
| 2018 | Джек Вільямсон                          | Jack Williamson                   | «Зі складеними руками»                  | With Folded Hands                           | —                                       |                            |
| 2019 | Курт Воннеґут                           | Kurt Vonnegut                     | «Гаррісон Бержерон»                     | Harrison Bergeron                           |                                         |                            |
| 2020 | Пол Андерсон                            | Poul Anderson                     | «Сем Голл»                              | Sam Hall                                    |                                         |                            |
| 2021 | Ф. Пол Вілсон                           | F. Paul Wilson                    | «Ліпідлеггін»                           | Lipidleggin'                                | —                                       |                            |
| 2022 | Роберт Гайнлайн                         | Robert A. Heinlein                | «Громадянин Галактики»                  | Citizen of the Galaxy                       | —                                       | Scribner's                 |
| 2023 | Роберт Гайнлайн                         | Robert A. Heinlein                | «Вільні люди»                           | Free Men                                    |                                         |                            |
| 2024 | Террі Пратчетт                          | Terry Pratchett                   | «Правда»                                | The Truth                                   | «Правда»                                | Doubleday                  |
| 2025 | Пол Андерсон                            | Poul Anderson                     | «Оріон зійде»                           | Orion Shall Rise                            | —                                       |                            |

## Спеціальна нагорода
| Рік  | Автор                                           | Твір                                                                     | Примітки                   |
| ---- | ----------------------------------------------- | ------------------------------------------------------------------------ | -------------------------- |
| 1998 | Укладачі Бред Ліневівер і Едвард Крамер         | Антологія «Вільний космос»                                               |                            |
| 2001 | Пол Андерсон                                    |                                                                          | За життєвий творчий внесок |
| 2005 | Укладачі Марк Тір і Мартін Грінберг             | антологія «Дайте мені свободу!»                                          |                            |
| 2005 | Укладачі Марк Тір і Мартін Грінберг             | антологія «Бачення свободи»                                              |                            |
| 2005 | Лестер Ніл Сміт (текст), Скотт Бейзер (малюнки) | графічний роман «Вірогідне відкриття»                                    |                            |
| 2006 |                                                 | фільм «Сереніті»                                                         |                            |
| 2007 |                                                 | фільм V означає вендетта                                                 |                            |
| 2014 | Вернор Вінжі                                    |                                                                          | За життєвий творчий внесок |
| 2014 | Леслі Фіш                                       | роман «Будинок коней» і пісня «Дочка приборкувача коней» з одним сюжетом |                            |
| 2015 | Ф. Пол Вілсон                                   |                                                                          | За життєвий творчий внесок |
| 2016 | Лестер Ніл Сміт                                 |                                                                          | За життєвий творчий внесок |
| 2016 | Джонатан Луна і Сара Вог                        | графічний роман «Алекс + Ада»                                            |                            |
| 2017 | Марк Стенлі (Mark Stanle)                       | вебкомікс «Вільне падіння»                                               |                            |